# Koral (musik)
 For alternative betydninger, se Koral. (Se også artikler, som begynder med Koral)
En koral (latin: (cantus) choralis, korsang) er en melodi, der anvendes til fælles salmesang i kirken. En koral er homofon, metrisk og strofisk, hvilket gør den let at lære for menigheden, i modsætning til den polyfone kirkemusik.
Koraler er historisk knyttet til den lutherske kirke, hvor Martin Luther og Johann Walter var blandt pionererne.
Koralharmonisering er en af de grundlæggende discipliner i en musikalsk uddannelse. Det drejer sig om at skrive stemmer til en given melodi under overholdelse af harmonilærens regler.
En samling af koraler med tilhørende harmoniseringer kaldes en koralbog.